# جزایر راک
جزایر راک (انگلیسی: Rock Islands) مجموعه کوچکی از سنگ آهک یا مرجان که در میان ایالت کورور و جزیره Peleliu واقع شده‌است و هم‌اکنون بخشی از ایالت کورور می‌باشد
این جزایر ۴۷ کیلومتر مربع (۱۸ مایل مربع) مساحت دارد و مرتفع‌ترین نقطه آن ۲۰۷ متر (۶۷۹ فوت) متر می‌باشد.
این جزایر از سال ۲۰۱۲ میلادی در فهرست میراث جهانی یونسکو قرار گرفته‌است.

## نگارخانه

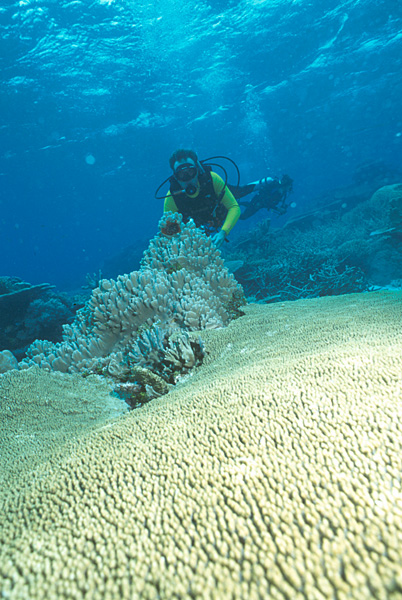
Diver and large table coral.
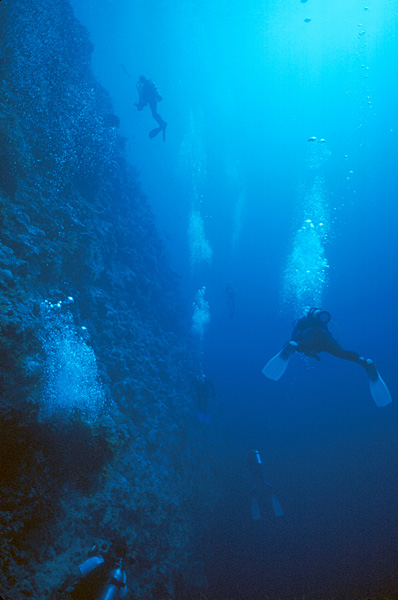
Divers on a vertical wall, Peleliu Island.
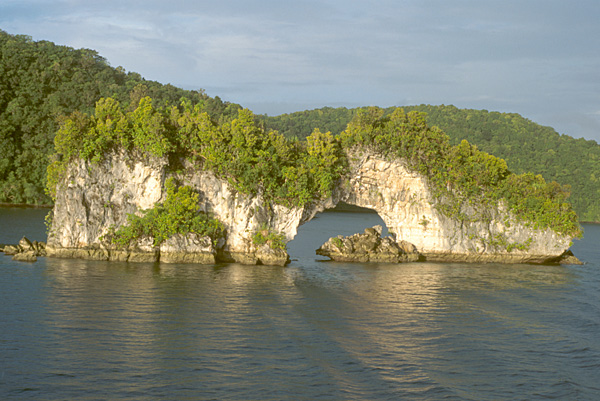
One of the many Rock Islands.
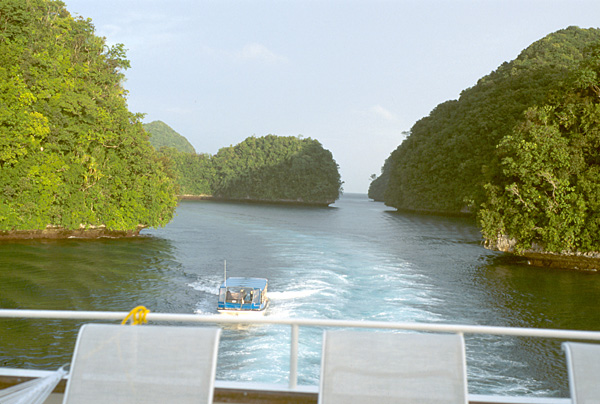
Channel between the Rock Islands.